# Museo Automovilístico de Málaga

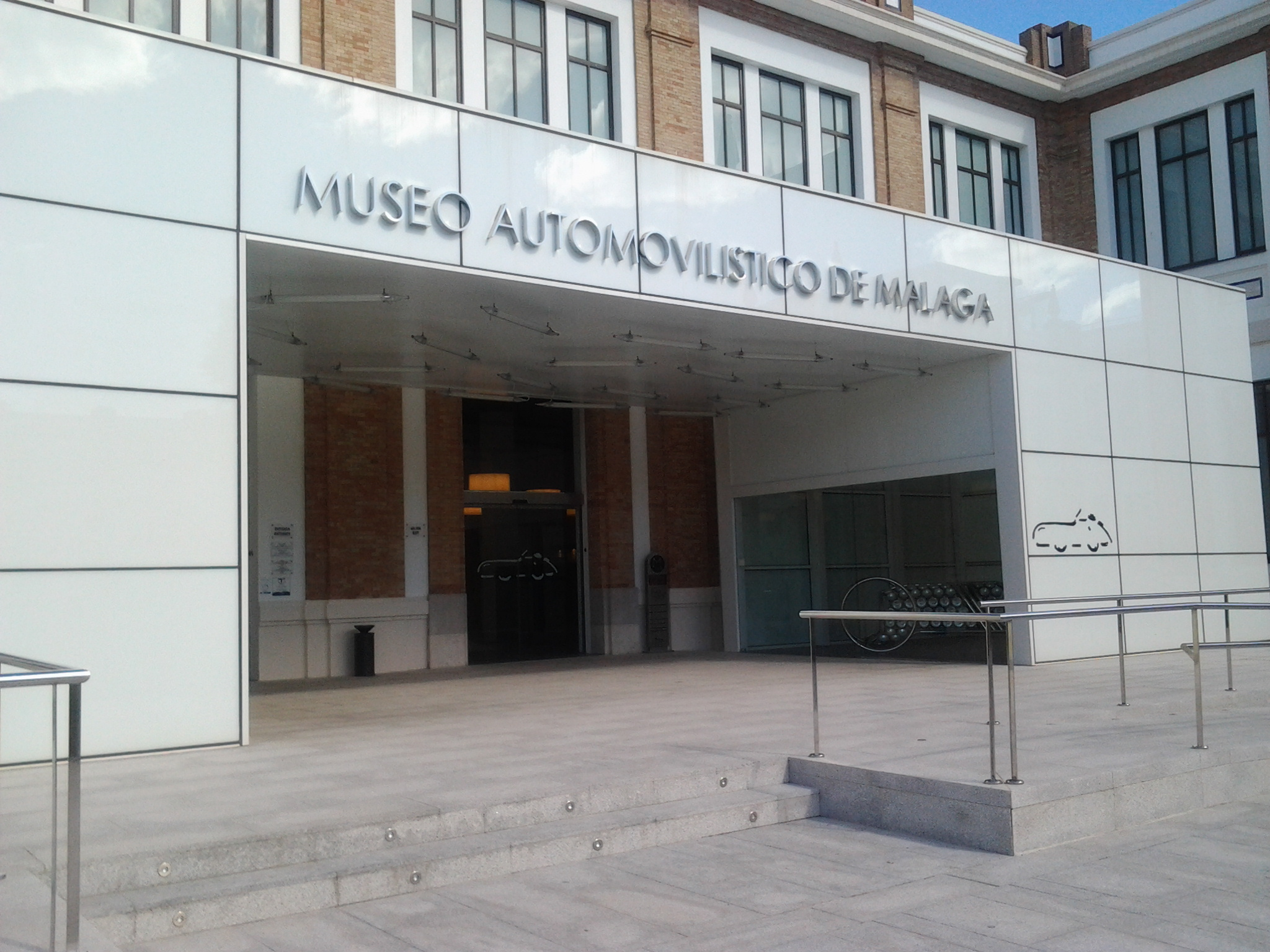
Haupteingang

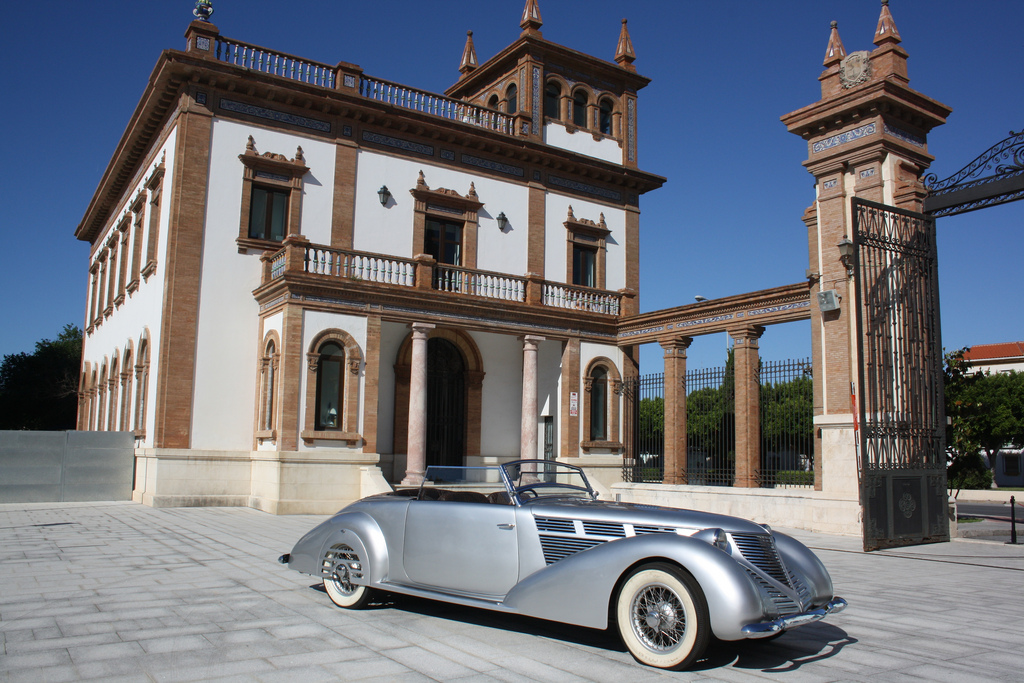
Nebengebäude des Museo Automovilístico de Málaga

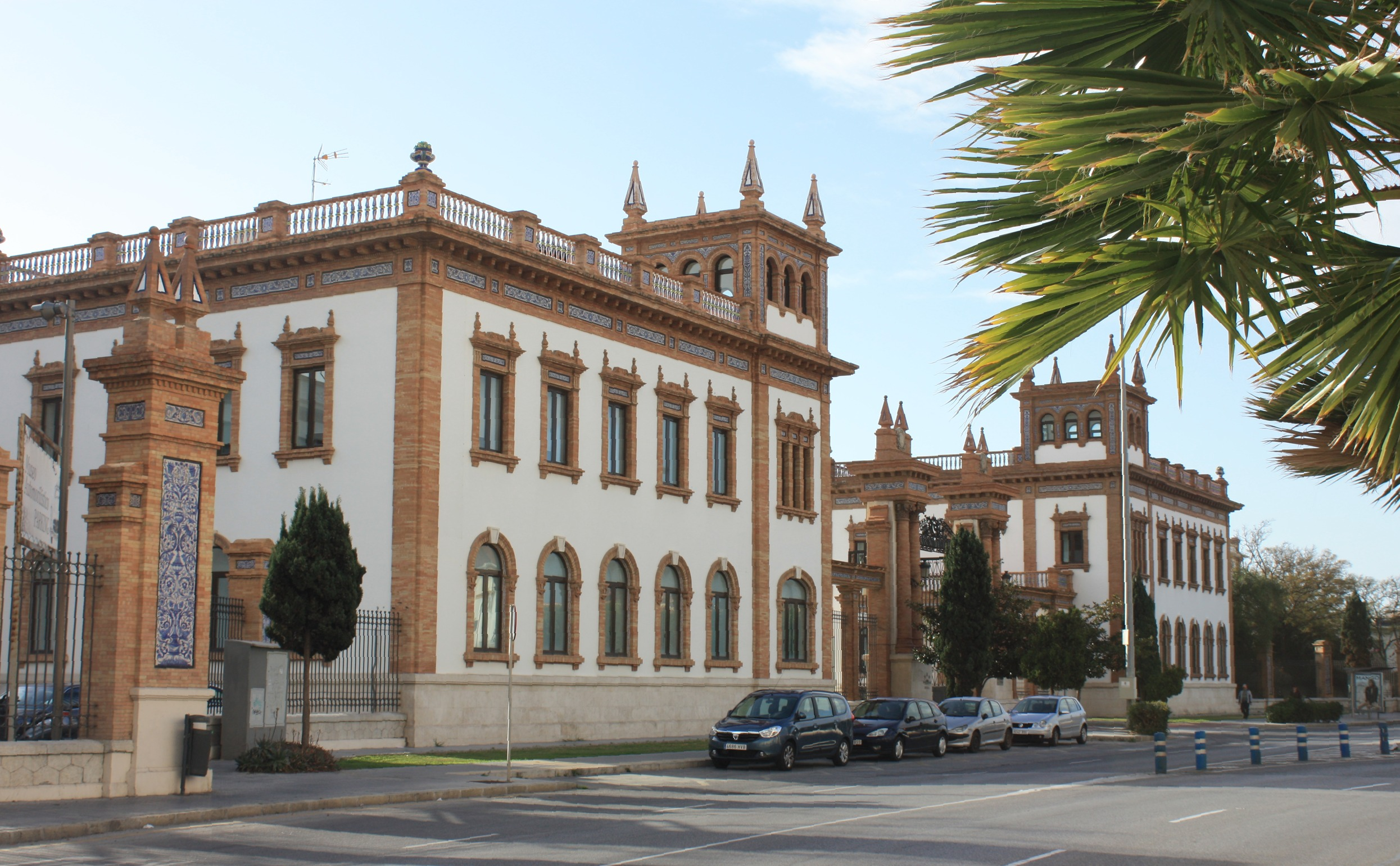
Gesamtansicht

Das Museo Automovilístico de Málaga ist ein privates, der Öffentlichkeit zugängliches Automobilmuseum in der Stadt Málaga, in der Autonomen Region Andalusien.
Das Museum befindet sich in der 1927 erbauten ehemaligen Tabakfabrik Real Fábrica de Tabacos in der Nähe zum Hafen im Stadtgebiet von Málaga.
2008 wurde das Gebäude der alten Tabakfabrik renoviert und als Museum ausgebaut und am 16. September 2010 fand die Eröffnung statt. Auf 7000 m² Ausstellungsfläche werden mehr als 120 Fahrzeuge sowie Zubehör und Vintage-Mode aus verschiedenen Automobilepochen seit 1898 ausgestellt, die einen repräsentativen Überblick der früheren Modellgeschichte der großen Marken wie Hispano-Suiza, Bugatti, Delage, Packard, Auburn, Rolls-Royce, Bentley, Jaguar, Mercedes, Ferrari usw. bieten.
Die Ausstellungsfläche ist in zehn Themenbereiche unterteilt:
- Energías Alternativas
- Belle Époque
- Años 20 (20er-Jahre)
- Art déco
- La Dolce Vita
- Excentricidad
- Coches de Ensueño (Traumautos)
- Coches Populares
- Tradición Inglesa
- Tuning

Die Fahrzeugsammlung und Kunstgegenstände gehören dem portugiesischen Geschäftsmann João Manuel Magalhaes, der auch der Besitzer der ehemaligen Real Fábrica de Tabacos ist.